# Walser (Familie, Wald AR)
Bei den Walser aus Wald, Trogen und Heiden im Schweizer Kanton Appenzell Ausserrhoden handelt es sich um eine Textilkaufmannsfamilie.

## Geschichte
Johannes Walser (1713–1768), Sohn eines Gemeindehauptmanns, begründete im 18. Jahrhundert in Wald ein Fabrikations- und Handelsunternehmen mit Filialen in Livorno und Messina. Zusammen mit seinen fünf Söhnen führte er es zu grosser Blüte. Rivalitäten mit der Familie Buff veranlassten die Söhne im Jahr 1778 zum Umzug nach Trogen beziehungsweise Heiden.
Johannes Walser, geboren 1742, löste sich aus dem Familienbetrieb und baute mit verschwägerten Familien das neue Handelshaus Walser, Kriemler und Compagnie auf. Seine Tochter heiratete den St. Galler Peter Fehr. In dessen Firma Fehr-Walser & Söhne in Livorno lebte der Name Walser bis ins 20. Jahrhundert weiter.
Mit der dritten und letzten Generation erreichte das alte Familienunternehmen in den 1810er Jahren seinen Höhepunkt. Während der englischen Besatzung erlangte Johannes Walser auf Sizilien das Handelsmonopol. Sein Bruder Johann Ulrich Walser galt zur selben Zeit als bedeutendster Bankier Livornos. Ihr Vermächtnis kam vor allem der Gemeinde Heiden zugute.